# 郭晓红
郭晓红（1974年3月—），新疆察布查尔人，锡伯族，无党派人士。中华人民共和国政治人物、第十三届全国人民代表大会新疆地区代表。

## 生平
2018年2月24日，当选为第十三届全国人大代表。